# 神岡町立麻生野小学校
神岡町立麻生野小学校 （かみおかちょうりつ あそやしょうがっこう）は、かつて岐阜県吉城郡神岡町（現・飛騨市）に存在した公立小学校。

## 概要
- 旧・吉城郡阿曽布村の小学校であった。1966年神岡西小学校に統合され廃校。

## 沿革
- 1874年（明治7年） - 麻生野小学校が開校。両全寺を仮校舎とする。
- 1875年（明治8年）7月1日 - 高原郷が下高原郷と上高原郷（後の上宝村域、現高山市上宝町・奥飛騨温泉郷に相当）とに分立。そのうち下高原郷49か村が合併し神岡村が成立。
- 1882年（明治15年） - 新築移転。
- 1889年（明治22年）7月1日 - 神岡村が分割され、釜崎・吉田・東雲・小萱・丸山・野首・阿曽保・数河・石神・麻生野・殿・和佐保・伊西・森茂・岩井谷・下之本・瀬戸・和佐府・打保で阿曽布村が発足。麻生野小学校は阿曽布村の学校となる。
- 1897年（明治30年） - 校舎を増築。
- 1905年（明治38年） - 麻生野尋常高等小学校に改称する。
- 1910年（明治43年） - 現在地に新築移転。東雲・阿曽保の児童が吉田尋常小学校から麻生野尋常高等小学校に移る。
- 1911年（明治44年） - 丸山・野首の児童が吉田尋常小学校から麻生野尋常高等小学校に移る。
- 1919年（大正8年） - 東雲・阿曽保・丸山・野首の児童が吉田尋常小学校に移る。
- 1941年（昭和16年）4月1日 - 麻生野国民学校に改称する。
- 1947年（昭和22年）
  - 3月18日 - 校舎を全焼。両全寺、三井栃洞校、吉田国民学校での分散授業となる。
  - 4月1日 - 阿曽布村立麻生野小学校に改称する。
  - 8月29日 - 神岡鉱業所社宅を移築し、仮校舎が完成。分散授業を解消。
- 1950年（昭和25年）
  - 6月10日 - 船津町、阿曽布村、袖川村が合併し、神岡町が発足。同時に神岡町立麻生野小学校に改称する。
  - 8月 - 校舎を新築する。
  - 12月 - 校舎を増築する。
- 1954年（昭和29年） - 校区が変更され、和佐保地区は栃洞小学校校区、殿地区は神岡東小学校校区となる。
- 1966年（昭和41年）3月 - 神岡町立神岡西小学校に統合され廃校。